# Winifreda
Winifreda es una localidad y municipio de Argentina, que se encuentra en la provincia de La Pampa, en el departamento Conhelo. Su zona rural se extiende también sobre los departamentos Toay y Capital.

## Toponimia
El nombre fue puesto en honor de una de las hijas de José Norman Drysdale, Winifred, dueño de los lotes donde se fundó el pueblo, en 1915, tres meses después de la llegada del Ferrocarril Oeste, en una nueva línea desde Quemú Quemú, pasando por Colonia Barón y Mauricio Mayer. Durante pocos años, el lugar fue conocido como Punta de Rieles, ya que ahí terminaba (y aún termina hoy) la línea férrea Ramal Valentín Gómez - Quemú Quemú - Winifreda. La fecha oficial de fundación es el 3 de abril de 1915.

## Población
Contó con 3222 habitantes (Indec, 2010), lo que representó un leve descenso del 0,18% frente a los 3226 habitantes (Indec, 2001) del censo anterior.
El censo nacional 2022 arrojó 2 675 habitantes y 1 410 viviendas.
| Gráfica de evolución demográfica de Winifreda entre 1991 y 2022 |
|                                                                 |
| Fuente: Censos nacionales del INDEC                             |

## Imágenes

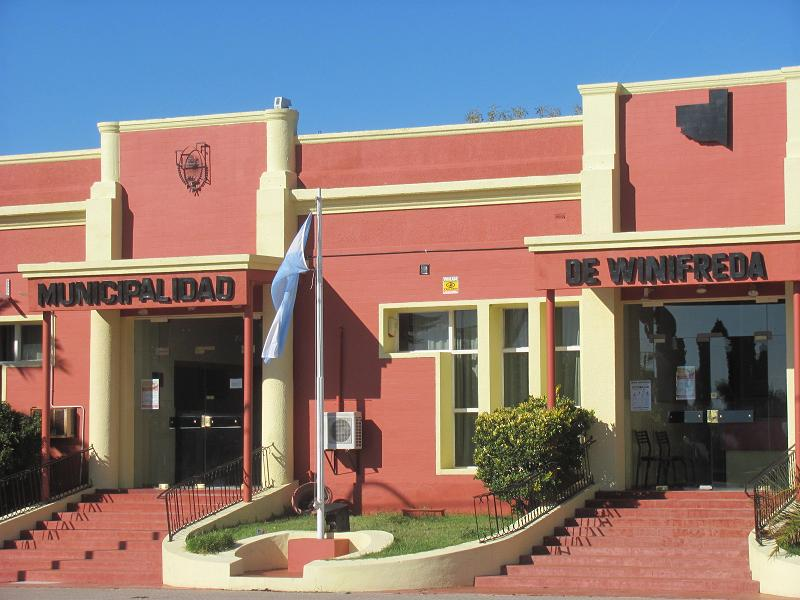
Municipalidad
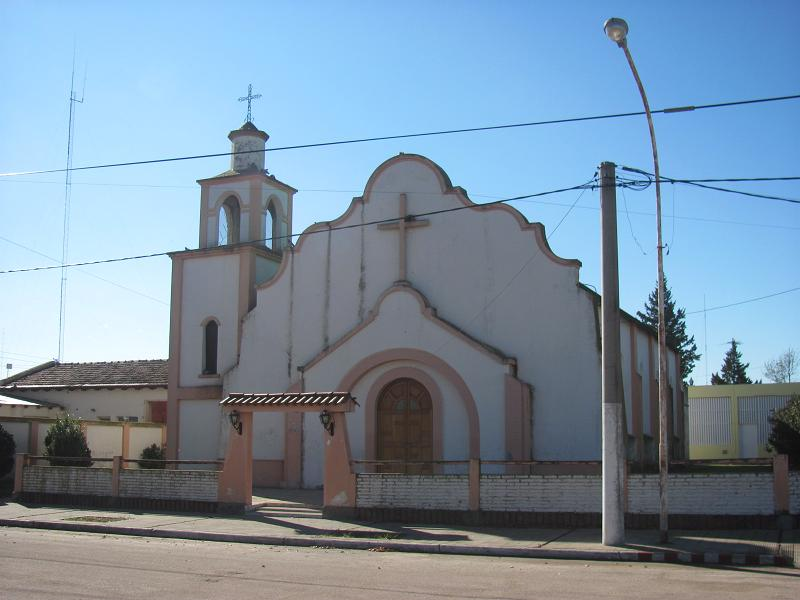
Iglesia
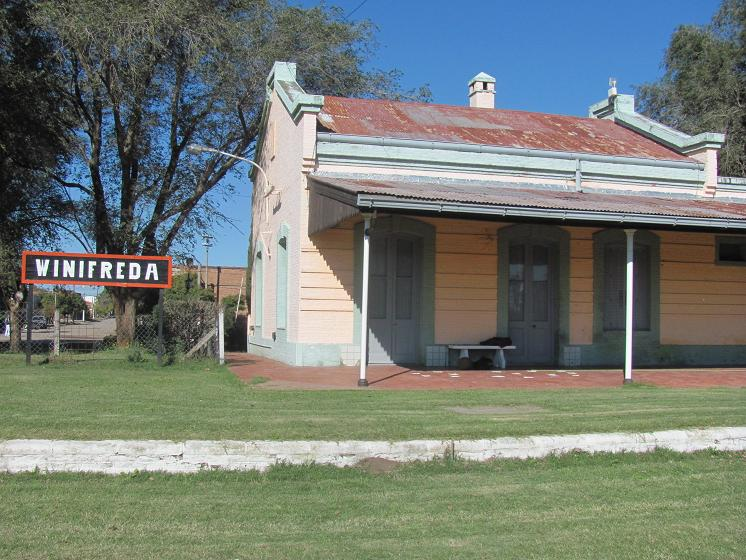
Estación
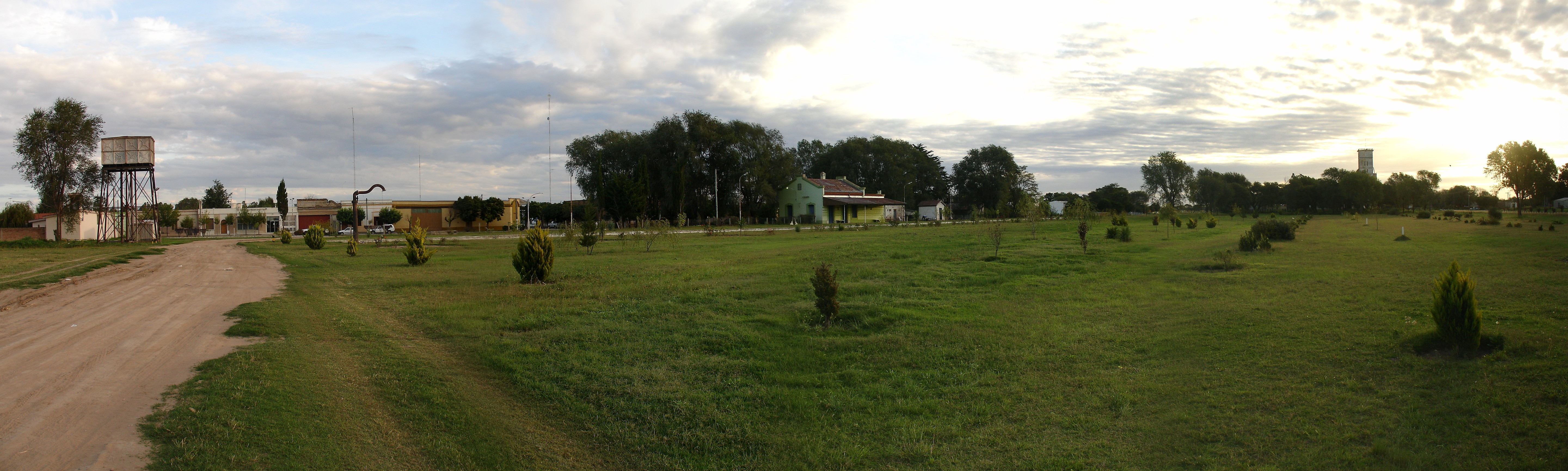
Winifreda en abril de 2007.
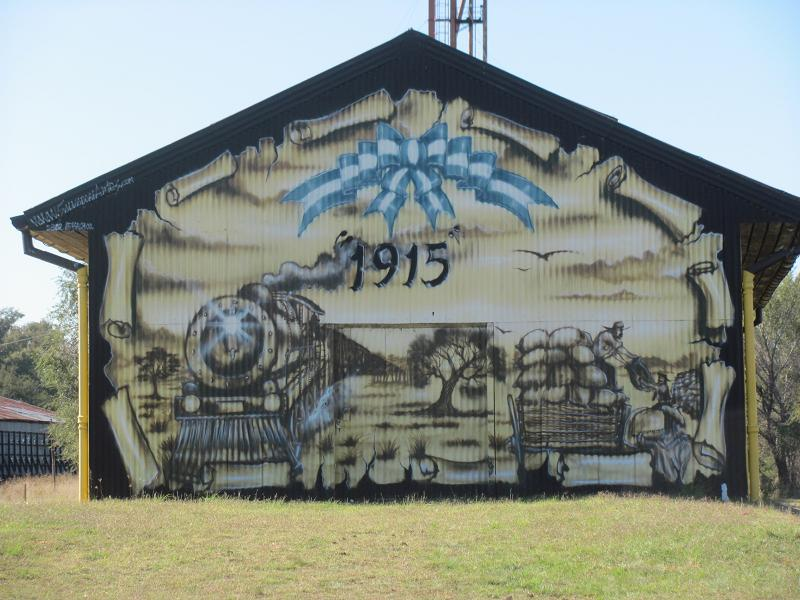
Galpón de estación.
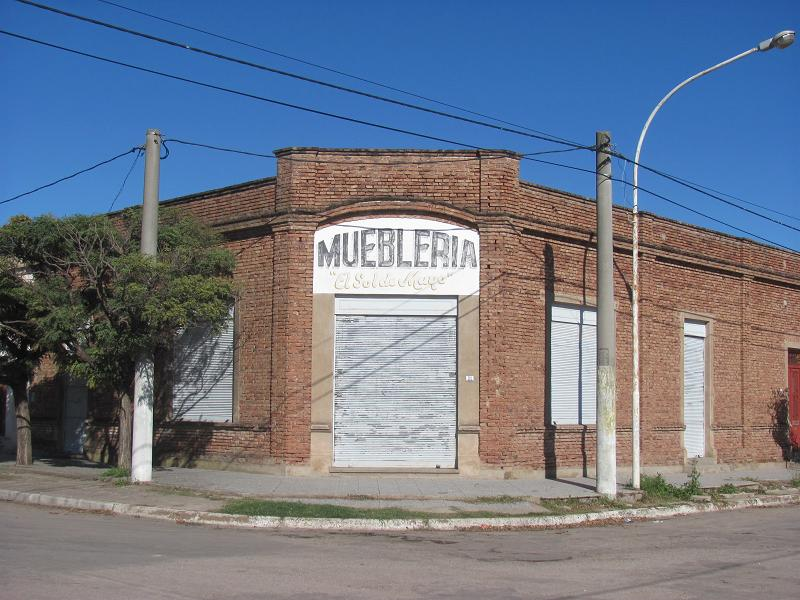
Esquina

## Personas destacadas
- Dr. Martínez, Daniel (médico de la Selección de fútbol de Argentina)
- Furch, Julio (futbolista Profesional)
- Puchin (Precursor del Cubismo en Argentina)

#### Médicos destacados
- Dr. Martínez, Daniel (médico de la Selección de fútbol de Argentina)

- Dr. Cornelis, Javier (médico cirujano cardiovascular pediátrico, Hospital GARRAHAN)
- Dra. Haag, Dora (Jefa Programa de Trasplante Cardíaco, Hospital GARRAHAM)